# Tom Stiansen
Tom Stiansen, né le 3 septembre 1970 à Oslo, est un ancien skieur alpin norvégien.

## Palmarès

### Championnats du monde
- Championnats du monde de 1997 à Sestrières ( Italie) :
  -  Médaille d'or en slalom

### Coupe du monde
- Meilleur classement au Général : 26e en 1997.
- 1 victoire en course (1 en slalom)

#### Saison par saison
- 1997 :
  - Slalom : 1 victoire (Breckenridge ( États-Unis))

(État au 25 janvier 2006)

### Arlberg-Kandahar
- Meilleur résultat : 69e place dans la descente 1993 à Garmisch